# Alexander Skene

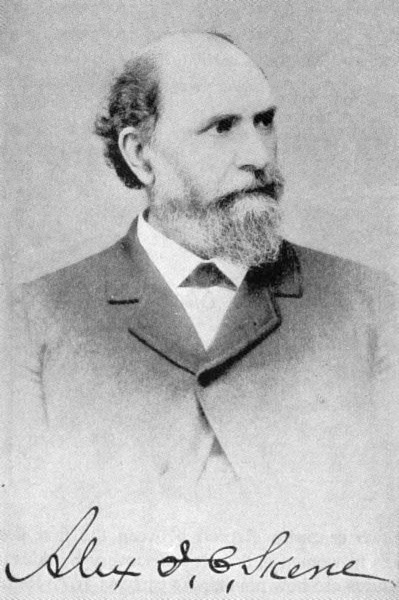
Alexander Skene

Alexander Johnston Chalmers Skene  (1837 - 1900) foi um ginecologista americano que descobriu as glândulas de Skene.
Skene nasceu em Fyvie, Escócia a 17 de junho de 1837. Aos 19 anos foi para a América. Estudou medicina em Toronto, Michigan, e no College Hospital de Long Island, Brooklyn, graduando-se em 1863. Após um breve serviço militar tornou-se Professor de Doenças das Mulheres no College Hospital de Long Island.
Skene escreveu mais de 100 artigos médicos e vários livros. Desenvolveu e melhorou instrumentos e técnicas cirúrgicas. É conhecido principalmente por ter descrito as glândulas de Skene e a sua infeção - skenitis.
Enquanto escultor criou um busto de James Marion Sims.
Skene morreu na sua casa de Verão em Catskills, Nova Iorque, a 4 de julho de 1900.